# Synagoge Großkrotzenburg

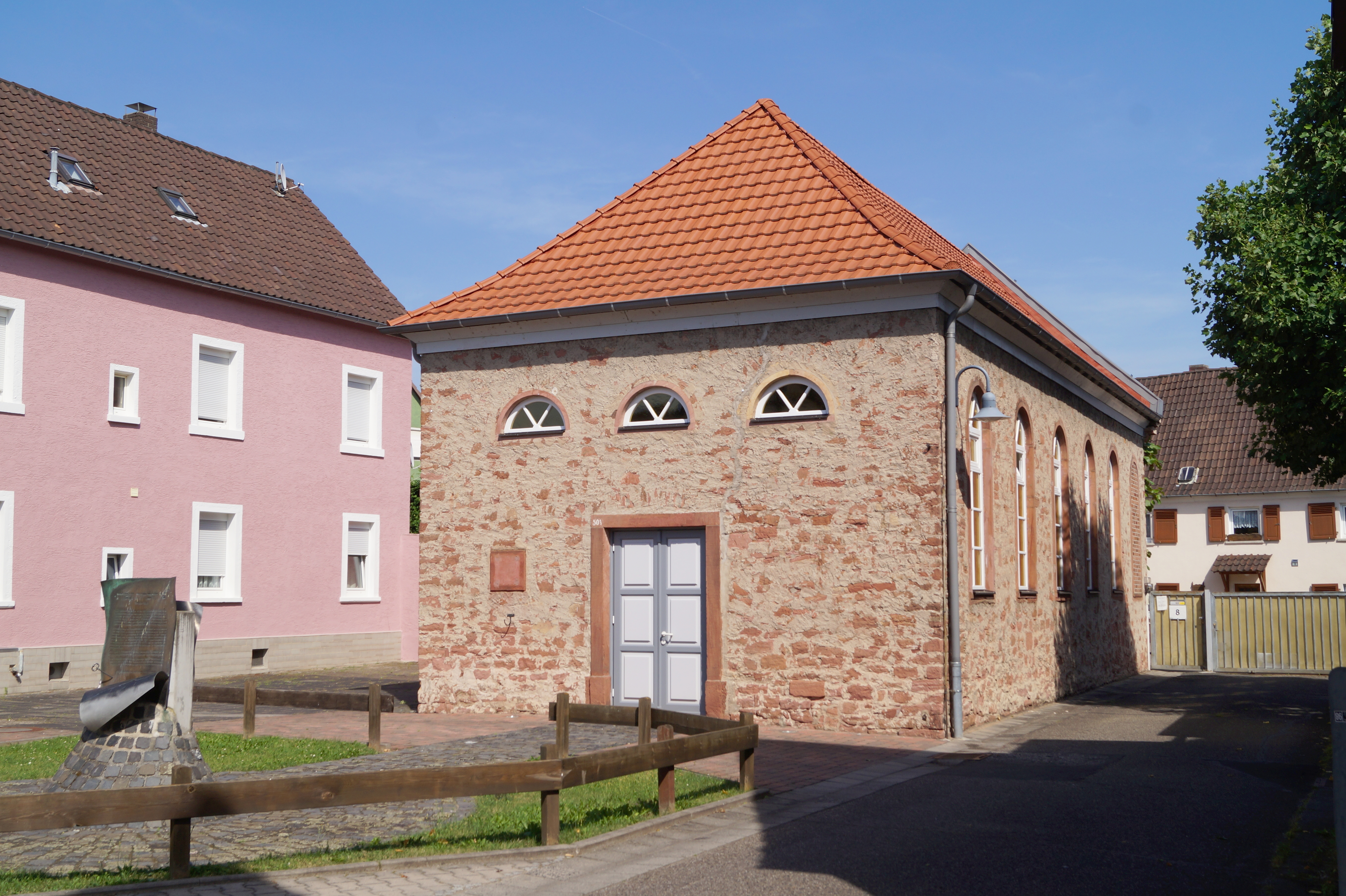
Ansicht der Synagoge von Westen

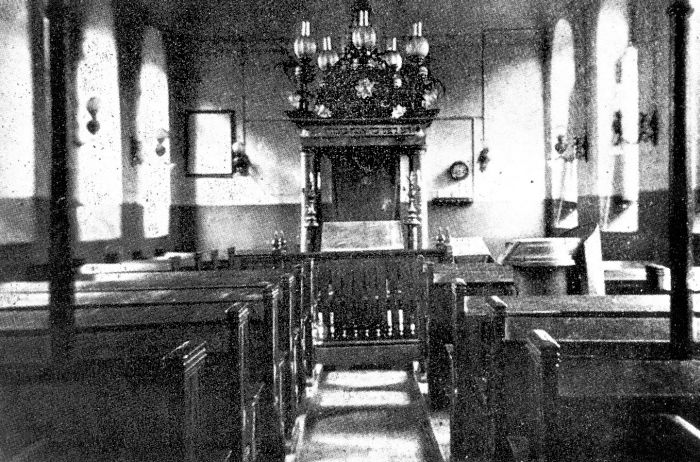
Innenansicht der Synagoge im Jahr 1925

Die Synagoge Großkrotzenburg war von 1826 bis zum Novemberpogrom 1938 die Synagoge der jüdischen Gemeinde von Großkrotzenburg; heute ist es eine Begegnungs- und Kulturstätte.

## Gemeinde
Einwohner jüdischen Glaubens gab es in Großkrotzenburg mindestens seit dem 17. Jahrhundert. Damals gehörte es zum Kurfürstentum Mainz. Der Friedhof der Gemeinde bestand seit etwa 1700. Durch die politische Neuordnung in napoleonischer Zeit kam Großkrotzenburg schließlich an das Kurfürstentum Hessen. Zu dieser Zeit wurden die jüdischen Gottesdienste in einem Raum abgehalten, den die Gemeinde bei einem ihrer Mitglieder angemietet hatte. Pläne zur Errichtung eines eigenständigen Synagogengebäudes bestanden wohl schon einige Zeit, als der Vermieter des Gottesdienstraumes diesen 1820 wieder selbst zu nutzen beabsichtigte. So kam es zu einem ersten Bauantrag. Ein Grundstück dafür (heute: Steingasse 10–12) besaß die Gemeinde bereits. Während die Verwaltung des örtlich zuständigen Amtes Büchertal das Vorhaben unterstützte, wurde es zunächst von der Zentralregierung des Kurstaates blockiert und erst in einem zweiten Anlauf 1824 genehmigt.
Die bis in die 1930er Jahre zunächst auf etwa 150 Mitglieder angewachsene Gemeinde löste sich unter dem Druck der nationalsozialistischen Diskriminierungspolitik zunächst durch Abwanderung in die Großstädte oder das Ausland zunehmend auf. 1939 bestand sie noch aus 24 Personen. 1940 wurde die letzte durch die Nürnberger Gesetze als „jüdisch“ klassifizierte ehemalige Bürgerin von Großkrotzenburg zwangsumgesiedelt.

## Synagoge
Im Juli 1826 konnte die Synagoge und eine (erste) Mikwe eingeweiht werden. Die Längsseiten des rechteckigen Gebäudes weisen heute sechs Fensterachsen auf, ursprünglich waren es vier. Bei den Fenstern handelt es sich um Rundbogenfenster. Der Eingang erfolgt von Westen her, ist aber modern umgestaltet. Ursprünglich befanden sich hier mindestens zwei getrennte Eingänge für Frauen und Männer.
Die innere Gestaltung der Synagoge war sehr schlicht. Lediglich ein Kronleuchter und der Thoraschrein waren aufwändiger dekoriert. Die Ostseite, wo sich der Thoraschrein befand, war fensterlos.
Zwei Ausbauten zeugen von einer wachsenden Gemeinde: 1864 musste die Frauenempore erweitert werden, 1900 das gesamte Gebäude um zwei Fensterachsen nach Osten.
1926 – zum 100-jährigen Bestehen der Synagoge – wurde ein mehrtägiges Fest ausgerichtet, an dem sich auch die christlichen Einwohner Großkrotzenburgs beteiligten. Am Nachmittag des 10. November 1938 rotteten sich etwa 100 Personen vor der Synagoge zusammen, drangen gewaltsam in das Gebäude ein, zertrümmerten die Einrichtung und verbrannten die Thora-Rollen im Hof. Dabei tat sich ein Lehrer der örtlichen Volksschule hervor, der in SA-Uniform zu Gewalttaten aufrief und von der Frauenempore in den Gottesdienstraum urinierte. Da das Gebäude eng in der umgebenden Bebauung stand, wurde es nicht in Brand gesteckt. Am Abend deckte sich die Bevölkerung zur Aufstockung ihrer Brennholzvorräte mit den Resten der zertrümmerten Innenausstattung der Synagoge ein.
1939 musste die Gemeinde die Synagoge verkaufen. Grundstück und Gebäude wurden von einem Landwirt übernommen, dessen Bruder im Gebäude der ehemaligen Synagoge bis 1948 eine Strickwarenfabrik betrieb. Bei einem Rechtsstreit nach dem Zweiten Weltkrieg zwischen der Jewish Restitution Successor Organization, als Rechtsnachfolgerin der Jüdischen Gemeinde Großkrotzenburg, und dem neuen Besitzer des Grundstücks kam es zu einem Vergleich, bei dem der neue Besitzer gegen Zahlung eines Geldbetrages von der Organisation das Eigentum an dem Grundstück überschrieben bekam. 1952 kaufte die Evangelische Kirche das Gebäude und richtete hier eine Kapelle für die evangelischen Christen in Großkrotzenburg ein, die sich hier in einer Diasporasituation befanden. Diese Nutzung endete 1974, als ein neues Gemeindezentrum in Betrieb genommen wurde. 1977 pachtete die politische Gemeinde die ehemalige Synagoge, überließ sie zunächst einem Aquarienverein und erwarb sie 1986. Unter der Leitung der Architektin Thea Altaras wurde das Gebäude in eine Begegnungs- und Kulturstätte umgebaut. Dazu gehören auch eine Gedenktafel mit den Namen der im Holocaust Ermordeten und ein Denkmal auf dem Vorplatz.

## Nebengebäude
Ein separates Schulgebäude mit Lehrerwohnung, ein Fachwerkhaus, wurde neben der Synagoge errichtet. Es enthielt auch die Mikwe. Die erste Mikwe war nicht heizbar und wies weitere technische Probleme auf. So kam es zum Bau einer neuen Mikwe, die nun auch beheizbar war. Sie konnte ab 1856 genutzt werden und wurde über das Grundwasser mit Wasser versorgt. Das ehemalige Schulgebäude ist heute ein Wohnhaus.